# 2498 Tsesevich
2498 Tsesevich è un asteroide della fascia principale. Scoperto nel 1977, presenta un'orbita caratterizzata da un semiasse maggiore pari a 2,9172961 UA e da un'eccentricità di 0,0806929, inclinata di 1,23545° rispetto all'eclittica.
L'asteroide è dedicato all'astronomo sovietico Vladimir Platonovič Cesevič.